# The Catalyst
«The Catalyst» (с англ. — «Катализатор») — первый сингл рок-группы Linkin Park из альбома A Thousand Suns.
Для специального конкурса появились семплы из «The Catalyst» (синтезатор, отрывок вокала Честера и Майка, бит).
2 августа 2010 года песня была представлена миру на радио BBC. После премьеры сингла вокалист группы Честер Беннингтон дал интервью, рассказав о «The Catalyst». Премьера клипа на «The Catalyst» состоялась 26 августа.

## Список композиций
CD-сингл
| №  | Название                                                              | Длительность |
| -- | --------------------------------------------------------------------- | ------------ |
| 1. | «The Catalyst»                                                        | 5:44         |
| 2. | «New Divide» (Live at Terra Vibe Park, Athens, Greece, July 21, 2009) | 4:54         |

Цифровой сингл
| №  | Название       | Длительность |
| -- | -------------- | ------------ |
| 1. | «The Catalyst» | 5:42         |

iTunes Exclusive EP
| №  | Название                                   | Длительность |
| -- | ------------------------------------------ | ------------ |
| 1. | «The Catalyst»                             | 5:42         |
| 2. | «The Catalyst» (ремикс «Bobby Bloomfield») | 3:06         |
| 3. | «The Catalyst» (ремикс King Fantastic)     | 4:04         |
| 4. | «The Catalyst» (совместно с DJ Endorphin)  | 5:00         |
| 5. | «The Catalyst» (совместно с Cale Pellick)  | 3:31         |

Радио-промо CD
| №  | Название                          | Длительность |
| -- | --------------------------------- | ------------ |
| 1. | «The Catalyst» (радио-версия)     | 4:40         |
| 2. | «The Catalyst» (альбомная версия) | 5:42         |

## Видеоклип

Кадр процесса съёмок клипа «The Catalyst»

Премьера видеоклипа состоялась 26 августа 2010 года на MTV и VH1.
Джо Хан сказал по поводу смысла видео: «Продумывая идею, сценарий клипа, я думал о конце света. Что могло быть, если бы кто-то мог нажать на кнопку и определить нашу судьбу? Что могло быть, если бы мы могли принять нашу судьбу в момент уничтожения? Как бы мы провели свой самый последний момент жизни?».
Основной сюжет клипа — упомянутый выше конец света. В начале видео Майк сидит на заднем сидении машины, исполняя первый куплет песни. Честер пробуждается из-под воды, подпевая Майку. Остальные участники группы находятся в полуразрушенном здании со своими инструментами. Начинается Армагеддон — отчётливо показано, как рушатся здания; в ужасе люди бросаются в панику, бегут. Джо Хан прорывается к остальным участникам группы, Честер поёт в гуще событий, а Майк преследует странного человека в маске-противогазе и в итоге находит его. Кадры сумятицы прерываются замедленным показом того, как Роб стучит по тарелкам, и тяжёлая часть песни заканчивается. После всех этих событий видно Майка, мирно сидящего в той же машине и исполняющего строчки «Lift me up, let me go». В конце видео показаны последние секунды жизни людей — их лица посыпаются сухой краской, означающей скорый конец их судьб (как и в тексте самой песни). Честер так и остается в воде... Становится понятно, что тот самый конец света наступил. На этом видео заканчивается.

## Участники записи
- Честер Беннингтон — вокал
- Брэд Делсон — гитара, перкуссия, бэк-вокал
- Майк Шинода — вокал, клавишные, семплирование
- Дэвид «Феникс» Фаррелл — бас-гитара, бэк-вокал
- Джо Хан — тёрнтейблизм, семплирование, бэк-вокал
- Роб Бурдон — ударные, перкуссия, бэк-вокал

## Позиции в чартах
| Чарт (2010)                                  | Высшая позиция |
| -------------------------------------------- | -------------- |
| Австралия (ARIA)                             | 33             |
| Австрия (Ö3 Austria Top 40)                  | 18             |
| Бельгия/Фландрия (Ultratip Bubbling Under)   | 6              |
| Бельгия/Валлония (Ultratop 50)               | 44             |
| Канада (Billboard Canadian Hot 100)          | 28             |
| Канада (Billboard Rock)                      | 13             |
| Чехия (Rádio — Top 100)                      | 19             |
| European Hot 100 Singles                     | 29             |
| Германия (GfK)                               | 11             |
| Венгрия (Single Top 40)                      | 8              |
| Italy (FIMI)                                 | 34             |
| Mexico Ingles Airplay (Billboard)            | 17             |
| Netherlands (Dutch Top 40 Tipparade)         | 17             |
| Нидерланды (Single Top 100)                  | 95             |
| Новая Зеландия (Recorded Music NZ)           | 27             |
| Шотландия (OCC Scotland)                     | 40             |
| Словакия (Rádio — Top 100)                   | 46             |
| Швеция (Sverigetopplistan)                   | 31             |
| Швейцария (Schweizer Hitparade)              | 29             |
| Великобритания (OCC UK Singles)              | 40             |
| Великобритания (OCC UK Rock & Metal)         | 1              |
| США (Billboard Hot 100)                      | 27             |
| США (Billboard Hot Rock & Alternative Songs) | 1              |